# Баш-Кайынды
Баш-Кайынды (кирг. Баш Кайыңды) — деревня в Ат-Башинском районе Нарынской области Кыргызстана. В сельский округ (кирг. айыл өкмөт) деревни входит соседний посёлок Большевик. По переписи населения 2022 года в деревне проживает 6392 жителей (включая посёлок Большевик).
Название деревни происходит от киргизских слов «баш» («начало», «голова») и «кайың» («берёза»), в переводе означающих «начало берёз».
Из деревни в пгт Ат-Баши несколько раз в неделю ездит микроавтобус. Работают частные такси, осуществляющие доставку жителей в Бишкек.
В деревне есть клуб, детский сад, две начальные школы (в том числе школа Большевика), средняя школа, почта, библиотека, медпункт, аптека и несколько магазинов.
В число достопримечательностей входят водопад Шар (кирг. Шар), а также бугор Чон Тобе (кирг. Чөң төбө), расположенные в 6 км и 0,5 км соответственно от центра деревни. По легенде там находилась калмыцкая библиотека.